# USS Arizona (BB-39)
USS Arizona  je bila ameriška bojna ladja iz prve in druge svetovne vojne. Spadala je v razred bojnih ladij Pennsylvania, v katerega je spadala še bojna ladja USS  Pennsylvania po kateri je razred tudi dobil ime. Gradnja ladje se je začela 16. marca 1914, splovljena je bila 19. Junija 1915, 17. oktobra 1916 pa predana ameriški vojni mornarici.
Med prvo svetovno vojno ladja ni videla nobenih bojev. Uporabljali so jo za treniranje topniških posadk in patruljiranje ob ameriški vzhodni obali. Decembra 1918 je na mirovna pogajanja v Pariz spremljala ameriškega predsednika Wilsona. Nato je iz Francije v ZDA odpeljala 238 ameriških vojakov. Po vojni je opravljala različne patruljne naloge po Karibih in Sredozemskem morju. Ob povratku v ZDA je v ladjedelnici doživela manjše spremembe na oborožitvi, nato pa je 6. januarja 1920 sodelovala na pomorskih manevrih mornarice ZDA v Karibih. Medtem je obiskala še Bridgetown, Barbados, Britansko zahodno Indijo, Colon in Panamo. Maja istega leta se je vrnila v New York, nato pa je opravljala različne naloge v okolici ameriške vzhodne obala. Skozi dvajseta leta je večino časa preživela na patruljah po Karibskem in Atlantskem oceanu. V tridesetih letih pa so jo občasno premestili tudi na Pacifik, kjer je večinoma delovala okoli Havajskega otočja. Medtem je ladja doživela več posodobitev. Dobila je nove motorje debelejši oklep in močnejše protiletalsko topništvo.
Usodnega sedmega decembra 1941 je bila ladja zasidrana v ameriškem mornariškem pristanišču Pearl Harbor na Havajih. Ob 8:00 so ladjo napadla prva japonska letala. Prva bomba je zadela topovsko kupolo št. 4 in v podpalubju povzročila manjši požar. Druga bomba je bila za ladjo usodna. Ta je  padla med kupoli št. 1 in št. 2, na svoji poti je prebila debel ladijski oklep ter več palub nato pa eksplodirala v skladišču streliva. Nastala je močna eksplozija, ki je sprednji del ladje dobesedno dvignila iz vode, v eksploziji je umrlo 1.177 mornarjev od skupaj 1.400. V napadu je bila ladja nepopravljivo poškodovana zato so jo 29. decembra črtali iz spiska vojnih plovil. Zgornji del ladjo, ki je po potopitvi ostal nad vodo so razrezali in odpeljali kot staro železo, nepoškodovano oborožitev pa so uporabili kot obalno topništvo pri obrambi otoka.
Danes razbitine Arizone ležijo tam kjer se je ta potopila, kot spomenik padlim mornarjem v napadu na Pearl Harbor.  Leta 1962 je bil čez trup ladje postavljen spomenik tako, da je danes razbitina ladje dostopna vsem obiskovalcem.